# Глухівська центральна районна бібліотека
Глухівська бібліотека — це одна з трьох найстаріших бібліотек України після наукової бібліотеки Львівського державного університету ім. І. Франка (1608) та бібліотеки Національного університету «Києво-Могилянська Академія» (1701). Вона є одним із перших культурно-освітніх закладів на Сумщині та центральною бібліотекою в системі освітніх закладів району, яка налічує 49 бібліотек, що керує усіма іншими.
Адреса бібліотеки: Сумська область, місто Глухів, вулиця Києво-Московська, 53.

## Історія

Глухівській центральній районній бібліотеці 220 років

Глухівська бібліотека розпочала своє існування у 1790 році і містилась у повітовому училищі. Книги закладу були доступні лише окремим повітовим та міським чиновникам.
У 1874 році бібліотека заради комерційного зиску була перетворена на громадську. Кожен охочий за невелику плату (3 копійки) міг отримати доступ до літератури (книжок, газет, журналів) культурно-освітнього закладу.
За радянської влади послуги закладу були безкоштовними.
У 1976 році Глухівську бібліотеку було об'єднано з іншими масовими бібліотеками міста та району в єдину центральну районну бібліотеку. Таким чином при новоствореному закладі були сформовані нові відділи: методико-бібліографічний, відділ комплектування та обробки літератури, юнацький відділ.
У 1990 році Глухівській бібліотеці виповнилося 200 років. З цієї нагоди у закладі проводилась книжково-ілюстративна виставка «Лицарі світу чудового, світу безмежного, світу книжкового». Метою заходу було ознайомлення широкого загалу з історією Глухівської бібліотеки та творцями (як з самими читачами, так і з людьми пов'язаними із бібліотекою) закладу.

## Фонди бібліотеки

Виставка книжок про Глухівщину

При заснуванні бібліотеки в ній налічувалось близько 100 книжок. Її зростання відбувалося дуже повільно, що було зумовлено недбалим ставленням царизму до культурно-освітніх закладів для населення. Так станом на 1860 рік на утримання бібліотеки було виділено лише 42 крб. 85 коп., при тому що її літературний фонд становив 1251 книгу (за іншими джерелами 1281).
У кінці XIX століття на придбання нових книжок та передплату газет і журналів витрачалось 325—350 крб., а сумарна вартість утримання бібліотеки на рік тоді становила 700—750 крб.
З ініціативи М. В. Шугурова (1843—1901), співробітника журналу «Київська старовина», у закладі створювався музей. Після смерті ініціатора, 1902 року, його вдова Н. А. Шугурова передала основу музейної колекції з книжок та підбірок давніх документів у розмірі 1348 екземплярів та колекцію гравюр з історії краю у розмірі 53 відтисків бібліотеці.
Під час війни книжкові фонди бібліотеки зазнали великих втрат. Проте, попри це, роль закладу у культурному житті міста зростала, і вже у 1966 році обсяг примірників друкованої літератури становив 32188 штук. Після реструктуризації бібліотеки у 1976 році її фонд становив 52603 екземпляри.
На початку XX століття (2000 рік) книжковий фонд закладу налічував понад 85 тисяч книг. Протягом року до бібліотеки надходить 8 тисяч нових видань. Послугами закладу користуються 6 тисяч читачів.

## Цікаві факти
- найдавніша книга бібліотеки датується 1830 роком випуску — Д. Бантыш-Каменский «История Малой Росіи»;
- найдавніша підшивка: газета «За Перемогу!» (1944 р.);
- найновіша книга — «Вічна пам'ять героям» (2015 р.в.)[2];
- найважча книга — «Національний атлас України» (10 кг);
- найбільша книга — «Атлас мира» (50х35 см);
- наймініатюрніші книги — Ф. Енгельс «Людвіг Феєрбах і кінець німецької класичної філософії» (7х5 см), «Київ — місто моє рідне» (7х7 см);
- найдорожча книга — «Національний музей історії України» (1220 грн.)[2];
- книжкові полиці простягаються на 1,5 км;
- вага бібліотечного фонду — більше 20 т;
- 1 бібліотекар за рік переносить 12 тонн літератури;
- 1 бібліограф за рік описує близько 6000 статей.[1]